# Creature Commandos (phim truyền hình)
Creature Commandos là bộ phim truyền hình hoạt hình người lớn dựa trên một nhóm nhân vật cùng tên của DC Comics. Phim được sản xuất bởi DC Studios và Warner Bros. Animation, và là phần phim truyền hình đầu tiên của Vũ trụ DC (DCU) đồng thời cũng là bộ phim đầu tiên của loạt phim. Bộ phim sẽ tập trung vào một nhóm quái vật tập hợp cùng nhau để hoạt động ngầm và được lãnh đạo bởi Amanda Waller. Bảy tập phim sẽ được chấp bút bởi James Gunn.

## Tiền đề
Bộ phim sẽ xoay quanh một nhóm các quái vật hoạt động ngầm được tập hợp vvafl ãnh đạo bởi Amanda Waller với tên gọi là Creature Commandos.

## Diễn viên
- Frank Grillo lồng tiếng vai Rick Flag Sr.: Thủ lĩnh của nhóm Creature Commandos và là cha của Rick Flag Jr, trưởng nhóm của Biệt đội cảm tử[2][3][4]
- Maria Bakalova lồng tiếng vai Công chúa Ilana Rostovic[2]
- Indira Varma lồng tiếng vai the Bride of Frankenstein: Một thành viên của nhóm Creature Commandos[2]
- Zoë Chao lồng tiếng vai Nina Mazursky: Một thành viên của nhóm Creature Commandos và là nhà khoa học về loài lưỡng cư[2][5]
- Alan Tudyk lồng tiếng vai Doctor Phosphorus: Một thành viên của nhóm Creature Commandos và mang trong mình một lượng phóng xạ vĩnh viễn[2][5]
- David Harbour lồng tiếng vai Eric Frankenstein: Một thành viên của nhóm Creature Commandos và là hình mẫu lý tưởng của Bride.[2][5] Harbour đã mô tả nhân vật này là "vô cùng sặc sỡ" và chia sẻ đây là một bộ phim truyền hình "cực kỳ hài hước".[6]
- Sean Gunn lồng tiếng vai
  - G.I. Robot:Một thành viên của nhóm Creature Commandos và là một người máy được lập trình để tiêu diệt Đức Quốc xã[2][5][7]
  - Weasel: Một thành viên của nhóm Creature Commandos và Biệt đội cảm tử. Gunn sẽ tiếp tục thủ vai nhân vật này từ phần phim Suicide Squad: Điệp vụ cảm tử (2021),[2][3] và chia sẻ rằng câu truyện đằng sau của nhân vật Weasel sẽ được khám phá trong bộ phim truyền hình này.[7]
- Steve Agee lồng tiếng vai John Economos: Một đặc vụ A.R.G.U.S. và là trợ lý của Amanda Waller. Agee cũng sẽ tiếp tục thủ vai diễn này từ phần phim Suicide Squad: Điệp vụ cảm tử và Peacemaker (2022–nay)[2]

Ngoài ra, phim còn có sự tham gia trở lại của Viola Davis trong vai Amanda Waller từ các phần phim thuộc DCEU trước. Anya Chalotra cũng sẽ lồng tiếng vai nhân vật Circe trong phim.